# Gomorra (film)
Gomorra is een Italiaanse misdaadfilm uit 2008 van regisseur Matteo Garrone. De film is gebaseerd op het gelijknamige boek van schrijver Roberto Saviano over de misdaad van de Camorra in Napels en Caserta. De film wordt geprezen om zijn realistische weergave van de gebeurtenissen in de vete van Scampia (Italiaans: la faida di Scampia), die in 2004 en 2005 in en rond Napels woedde.

## Verhaal
Vijf mensen. Vijf verhalen over de Camorra. In de eerste scène worden een paar mannen vermoord in een zonnebank. De broer van een van de slachtoffers wil wraak nemen en scheidt zich met medestanders af: de vete van Scampia barst los. Dit wordt niet uitgelegd, alleen de gevolgen worden in de film getoond.

### Don Ciro
Don Ciro is een geldloper die geld bezorgt bij familie van Camorra-leden, die in de gevangenis zitten. Maar Ciro loopt twee gangsters van de tegenpartij tegen het lijf. Ciro biedt de baas (de broer van de vermoorde mannen in de zonnebank) aan om naar hem over te lopen, maar hij moet zijn leven kopen. Ciro leidt hen naar de plaats waar hij het geld krijgt. Een bende valt binnen en vermoordt iedereen behalve Ciro, die wegloopt in zijn bebloede jas.

### Marco en Ciro
Er zijn ook twee tieners, Marco en Ciro. Zij spelen dat ze "echte gangsters" zijn en wanen zich Tony Montana in Miami. Ze zien hoe de Camorra wapens verstopt en stelen die later. Bij een kanaal leven ze zich uit met de automatische wapens. Daarmee beginnen ze een misdaadleven dat vooral op de zenuwen werkt van de grote jongens. Als ze cocaïne stelen van Afrikanen, maakt de lokale Camorra-baas hen duidelijk dat ze moeten ophouden en met hun leven spelen. Wanneer de twee doorgaan met hun criminele activiteiten en een tweede waarschuwing bij een bordeel negeren, gooien de Camorra-leden het over een andere boeg. Ze maken de twee jongens wijs dat ze een moord moeten plegen voor € 10.000. Op een motor achtervolgen ze hun slachtoffer, maar ze worden in de val gelokt, vermoord en met een bulldozer afgevoerd.

### Pasquale
Verder is er ook Pasquale, een meesterkleermaker. Hij werkt in de haute couture, maar zijn baas staat onder druk van de Camorra en wordt gedwongen om werk voor veel te weinig geld aan te nemen onder hoge tijdsdruk. Om bij te verdienen gaat Pasquale 's nachts stiekem lesgeven aan Chinese kleermakers voor € 2.000 per keer. Hij geniet van de hem eerder onbekende Chinese keuken. Maar de Camorra duldt geen Chinese concurrentie. Op een motor plegen ze een aanslag op de wagen waarmee Pasquale vervoerd wordt. Pasquale ligt in de kofferbak om niet op te vallen en overleeft het. Hij durft niet meer als kleermaker te werken en we zien hem douchen in een wegrestaurant: hij is vrachtwagenchauffeur geworden. Op tv ziet hij Scarlett Johansson in een japon van hem.

### Totò
Ten slotte is er Totò. Hij is een 13-jarige jongen en zijn vader zit in de gevangenis. Op een dag ziet hij dat dealers drugs en een wapen weggooien als ze op de hielen worden gezeten door de politie. Totò brengt het wapen en de drugs terug naar de bendeleden en wordt vervolgens in hun bende aanvaard, nadat hij beschoten is door de leider. Zijn moeder probeert hem vergeefs weg te houden van de bende. Wanneer in de vete van Scampia een lid van hun bende vermoord wordt, besluiten ze wraak te nemen. Ze willen Maria vermoorden. Zij is een moeder wier zoon meeging met de afscheiding van de maffiaclan. Totò kent Maria goed en wordt verplicht - je bent voor of tegen ons - haar uit het huis te lokken, zodat andere bendeleden haar kunnen doodschieten.

### Roberto
Roberto's verhaal lijkt los te staan van de vete van Scampia. Hij is pas afgestudeerd en komt in dienst van Franco, die chemisch afval (zoals chroom en asbest) van industrieën in Noord-Italië stort in de omgeving van Napels. Eerst is Roberto onder de indruk van de zakenreis naar Venetië. Wanneer de inhoud van een vat met chemisch afval op een vrachtwagenbestuurder terechtkomt, weigert Franco een ambulance te bellen. Sterker nog, omdat de andere bestuurders in staking gaan, roept hij de hulp in van jongetjes om de trucks te besturen. Later gaan Roberto's ogen open als zijn baas hem de perziken laat weggooien - "ze stinken!" - die hij heeft gekregen van boeren waar hij afval stort voor € 100 per keer. Roberto stapt niet meer bij Franco in de auto. Franco probeert uit te leggen dat hij heeft bijgedragen aan de ontwikkeling van Italië en het toetreden tot de EU, en de boeren heeft geholpen met hun schulden, maar hij overtuigt Roberto niet: hij wil niet meer voor Franco werken. Franco roept: "Ga pizza's bakken!"

## Rolverdeling
- Gianfelice Imparato: Don Ciro
- Marco Macor: Marco
- Ciro Petrone: Ciro
- Salvatore Cantalupo: Pasquale
- Carmine Paternoster: Roberto
- Toni Servillo: Franco
- Salvatore Abruzzese: Totò
- Simone Sacchettino: Simone
- Gigio Morra: Iavarone
- Maria Nazionale: Maria

Verscheidene acteurs waren eigenlijk geen acteurs. Zij woonden gewoon in de streek waar de film werd opgenomen.